# Zlín Z-50
Die Zlín Z-50 ist ein einmotoriges Kunstflugzeug, welches vom tschechoslowakischen Flugzeughersteller Zlín produziert wurde.

## Entwicklung
Die Konstruktionsarbeiten für die Z-50 begannen 1973 unter Jan Mikula. Am 18. Juli 1975 startete der erste von insgesamt drei Prototypen zum Jungfernflug. Im selben Jahr wurde die Z-50 auf der XVII. Maschinenbaumesse in Brno der Öffentlichkeit vorgestellt. Die erste Serienausführung besaß als Antrieb einen Lycoming AEIO-540-D4B5-Motor mit Dreiblatt-Luftschraube Hoffmann HO V-123/k/200AH und wurde unter der Bezeichnung Z-50L ab April 1976 gebaut. 1976 belegte die Z-50L bei der VIII. Kunstflug-Weltmeisterschaft in Kiew den 2. Platz in der Mannschafts- und den 3. Platz in der Einzelwertung.
Ende der 1970er-Jahre ging die Z-50LA mit Verstellpropeller in Serie. Der mehrfache deutsche Kunstflugmeister Manfred Strößenreuther wechselte ebenfalls von seiner Pitts Special (D-EHRL) auf eine Z-50 (D-EMUJ). 1985 erschien die mit einem leistungsstärkeren AEIO-540-L1B5D-Motor ausgestattete Z-50LS. Der Prototyp war bereits 1981 geflogen und bei der XI. Kunstflug-WM 1982 in Österreich eingesetzt worden. Diese Ausführung gewann 1983 die Europameisterschaft und 1984 mit P. Jirmus die in Ungarn stattfindende XII. Weltmeisterschaft im Kunstflug. Heute wird sie von Aerotriga aus Ungarn geflogen.
Zwei Z-50 wurden 1989 von der Gesellschaft für Sport und Technik der DDR beschafft. Beide gingen nach der Wende durch Abstürze verloren, bei einem davon kam der letzte DDR-Kunstflugmeister Ralf Wandzich ums Leben.
Eine etwas leistungsschwächere Version mit dem preisgünstigeren einheimischen M-137AZ-Motor hieß Z-50M und flog erstmals 1988. Sie war als Kunstflugtrainer gedacht.
Die von Red Bull gesponserte Kunstflugstaffel Flying Bulls Aerobatics Team flog bis 2014 die Zlín Z-50LX.

## Technische Daten

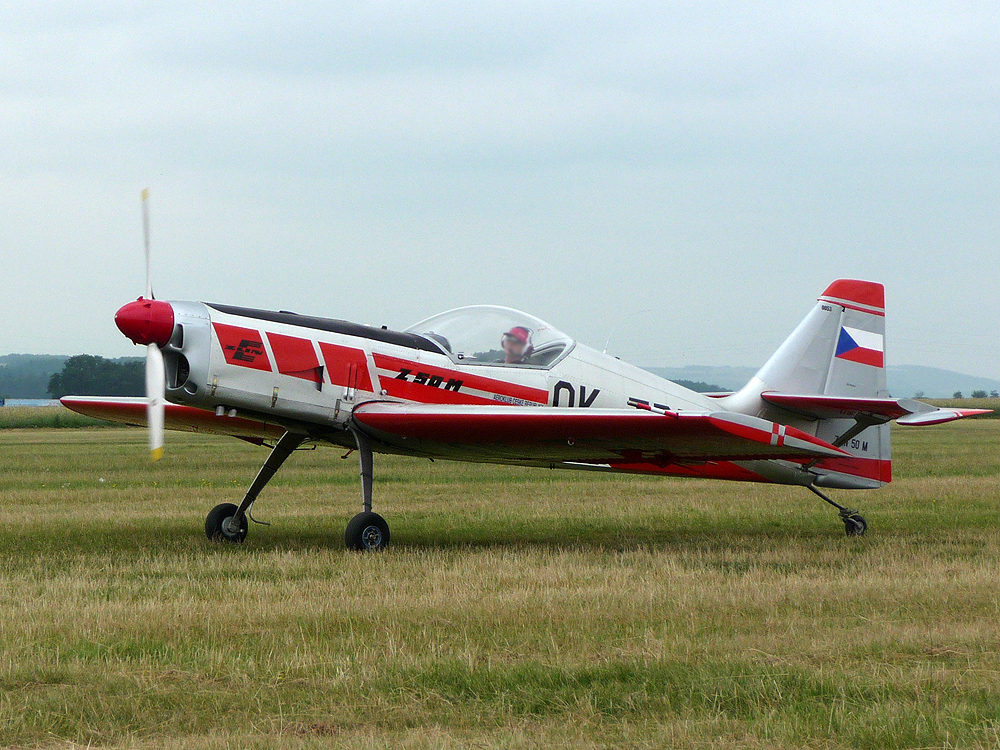
Z-50M

Dreiseitenriss der Z-50L

| Kenngröße             | Daten (Zlín Z-50L)                           |
| --------------------- | -------------------------------------------- |
| Hersteller            | Zlínská Letecká Akciová Společnost (Moravan) |
| Baujahr(e)            | 1975–?                                       |
| Besatzung             | 1 Pilot                                      |
| Länge                 | 6,62 m                                       |
| Spannweite            | 8,58 m                                       |
| Flügelfläche          | 15,5 m²                                      |
| Flügelstreckung       | 4,7                                          |
| Flächenbelastung      | 52,0 kg/m²                                   |
| Leermasse             | 510 kg                                       |
| Startmasse            | 650 kg                                       |
| Antrieb               | ein Lycoming AEIO-540-D4B5                   |
| Leistung              | 191 kW (260 PS)                              |
| Höchstgeschwindigkeit | 293 km/h                                     |
| Reisegeschwindigkeit  | 240 km/h                                     |
| Steiggeschwindigkeit  | 15 m/s                                       |
| Dienstgipfelhöhe      | 8000 m                                       |
| Reichweite            | 250 km                                       |